# Rituale Romanum
Das Rituale Romanum ist das liturgische Buch der Feiern nach dem römischen Ritus der katholischen Kirche, die gewöhnlich ein Kleriker leitet. Es enthält die liturgischen Handlungen, die nicht im Messbuch, Pontifikale oder dem Brevier beschrieben sind. Im Rituale finden sich liturgische Formulare zur Taufe, zur Eheschließung, zur Krankensalbung und für den Krankenbesuch. Enthalten sind auch der Versehgang bzw. das Viatikum, das Sakrament der Buße, der römische Begräbnisritus und Exorzismen. Ein wichtiger Bestandteil des Rituale Romanum sind die Benediktionen.

## Geschichte
Die ersten Ausgaben des Buchtyps Rituale entstanden seit dem 11./12. Jahrhundert, als Texte aus dem die bischöflichen Liturgien bestimmenden Pontifikale für solche Riten exzerpiert wurden, die auch vom Priester vollzogen werden konnten. Es sind nur wenige Ausgaben dieser handschriftlichen Ritensammlungen erhalten, die unterschiedliche Bezeichnungen trugen wie Agenda, Manuale, Obsequiale, Sacerdotale, Pastorale oder Agenda sive Rituale. Neben Basistexten für Taufe, Krankensalbung, Trauung, Begräbnis, Benediktionen erhielten sie auch Sondergut der Diözese oder des Klosters oder Ordens, in dem sie entstanden.
Der Buchdruck erleichterte die Herstellung standardisierter und einheitlicher Ritualia, in Italien etwa das Sacerdotale Romanum, das ab 1497 erschien. Das Konzil von Trient (1545–1563) wünschte eine einheitliche Sammlung von Texten für die ganze Kirche. Die erste amtliche Ausgabe des Rituale Romanum, das Rituale Romanum Pauli Quinti Pontifici Maximi Iussu editum, erschien daraufhin 1614 unter Papst Paul V. und spiegelte den Tridentinischen Ritus wider; es ist heute in den Monumenta Liturgica Concilii Tridentini zugänglich. Das Rituale Romanum war in dieser Form lange in Gebrauch, jedoch niemals allgemein vorgeschrieben. Daher benutzten die deutschsprachigen Diözesen bis in das 20. Jahrhundert weithin eigene Ritualbücher, die besonders hinsichtlich der Trauung und im Begräbnisritus erhebliche Abweichungen von der römischen Form zeigten. Das Rituale Romanum erlebte einige Revisionen und Neuauflagen (Ergänzungen 1752 und 1884, eine Neuausgabe 1913). 1925 legte der Vatikan eine Neuausgabe vor, „welche nach Maßgabe des Codex Iuris Canonici, der Rubriken des Missale Romanum und der Dekrete des Apostolischen Stuhles sorgfältig revidiert, verbessert und vermehrt wurde“. 1952 erschien die letzte Auflage des abermals revidierten Rituale Romanum.

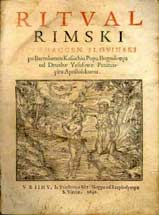
Titelblatt des kroatischen Rituale Romanum, 1640

Die älteste Übersetzung des Rituale Romanum zum gottesdienstlichen Gebrauch in einer modernen Volkssprache ist die 1640 in Rom unter Urban VIII. veröffentlichte Ausgabe in Kroatisch (siehe auch Bartol Kašić).

## Rituale Romanumnach dem Zweiten Vatikanischen Konzil
Im Rahmen der vom Zweiten Vatikanum beschlossenen allgemeinen Liturgiereform erschienen nach und nach die Teilbände des erneuerten Rituale Romanum, die sich mit den einzelnen Feiern beschäftigen. Ihre Übersetzung in die Volkssprache, in denen die erneuerte katholische Liturgie in der Regel gefeiert wird, erfolgt durch von den einzelnen Bischofskonferenzen eingesetzte Theologenkommissionen und wird ihrerseits jeweils wiederum päpstlich autorisiert. Für fast alle sakramentale Feiern – dies umfasst Sakramente und Sakramentalien – sind mittlerweile authentische deutschsprachige Fassungen erschienen, und zwar in einer Reihe von Einzelbänden im Unterschied zum Rituale Romanum ohne einen gemeinsamen Obertitel. Die deutschen Titel beginnen meist mit Die Feier…, z. B. Die Feier der Kindertaufe. Aber auch das Buch Kommunionspendung und Eucharistieverehrung außerhalb der Messe und ein Benediktionale gehören zum deutschsprachigen Bestand des Rituale Romanum.
Lateinische wie deutschsprachige Ausgaben enthalten neben der jeweiligen Gottesdienstordnung liturgisch-theologische Vorbemerkungen. Die sogenannte Pastorale Einführung gibt Hinweise zu Theologie und Praxis der Feier und hat darüber hinaus rechtlichen Charakter.

## Teilbände (Ritualefaszikel) des geltendenRituale Romanum
Rituale romanum ex decreto Sacrosancti Oecumenici Concilii Vaticani II renovatum, auctoritate Pauli PP. VI editum, Ioannis Pauli PP II cura recognitum, 1972 ff.
- Ordo celebrandi Matrimonium. (Typis Polyglottis Vaticanis, 1969, Edition typica altera 1991) (Feier der Eheschließung).
- Ordo Exsequiarum. (Typis Polyglottis Vaticanis, 1969) (Kirchliche Begräbnisfeier).
- Ordo unctionis infirmorum eorumque pastoralis curae. Editio typica. (Typis Polyglottis Vaticanis, 1972) (Krankensalbung).
- Ordo Initiationis Christianae Adultorum. (Typis Polyglottis Vaticanis, 1972) (Aufnahme Erwachsener in die Kirche).
- Ordo professionis religiosae. Editio typica, reimpressio emendata. (Typis Polyglottis Vaticanis, 1970, 1975) (Profess einer Ordensfrau).
- Ordo Baptismi Parvulorum. Editio typica altera. (Typis Polyglottis Vaticanis, 1973, Nachdruck 1986, 2003) (Kindertaufe).
- De sacra communione et de cultu mysterii eucharistici extra Missam. Editio typica, reimpressio emendata. (Typis Polyglottis Vaticanis, 1974) (Kommunionspendung und Eucharistieverehrung außerhalb der Heiligen Messe).
- Ordo Paenitentiae. Editio typica. (Typis Polyglottis Vaticanis, 1974) (2. editio) (Bußsakrament).
- Ordo Confirmationis. Editio typica. (Typis Polyglottis Vaticanis, 1973) (Firmung)
- De Benedictionibus. Edition typica. (Typis Polyglottis Vaticanius, 1984, 2013) (Segnungen)
- De Exorcismis et supplicationibus quibusdam. Editio typica emendata, reimpressio. (Typis Vaticanis, 1999, 2013) (Exorzismus)

Deutsche Ausgabe
- Die Feier der Kindertaufe in den katholischen Bistümern des deutschen Sprachgebietes. Hrsg. im Auftrag der Bischofskonferenzen Deutschlands, Österreichs und der Schweiz und des Bischofs von Luxemburg, Einsiedeln u. a. 1971.
- Die Feier der Eingliederung Erwachsener in die Kirche. Grundform. Manuskriptausgabe zur Erprobung. Hrsg. von den Liturgischen Instituten Deutschlands, Österreichs und der Schweiz, Trier 2001.[6]
- Die Feier der Eingliederung Erwachsener in die Kirche nach dem neuen Rituale Romanum. Teil II: In besonderen Situationen. Manuskriptausgabe zur Erprobung. Hrsg. von den Liturgischen Instituten Deutschlands, Österreichs und der deutschsprachigen Schweiz. Für das deutsche Sprachgebiet angepasste Fassung der Kapitel III, II, IV und VI aus dem Ordo Initiationis Christianae Adultorum vom 6. Januar 1972, 2008.[7]
- Die Feier der Kindertaufe in den Bistümern des deutschen Sprachgebietes. Zweite authentische Ausgabe auf der Grundlage der Editio typica altera 1973. Freiburg u. a. 2007.[8]
- Die Feier der Firmung in den katholischen Bistümern des deutschen Sprachgebietes. Hrsg. im Auftrag der Bischofskonferenzen Deutschlands, Österreichs und der Schweiz und der Bischöfe von Bozen-Brixen und von Luxemburg, Einsiedeln u. a. 1971.
- Die Feier der Buße nach dem neuen Rituale Romanum. Studienausgabe. Hrsg. von den Liturgischen Instituten Salzburg, Trier und Zürich, Einsiedeln u. a. 1974 (Trier 2008).
- Die Feier der Trauung in den katholischen Bistümern des deutschen Sprachgebietes, zweite Auflage. Hrsg. im Auftrag der Bischofskonferenzen Deutschlands, Österreichs und der Schweiz sowie der (Erz-)Bischöfe von Bozen-Brixen, Lüttich, Luxemburg und Straßburg, Zürich u. a. 1992.
- Die Feier der Krankensakramente. Die Krankensalbung und die Ordnung der Krankenpastoral in den katholischen Bistümern des deutschen Sprachgebietes. Hrsg. im Auftrag der Bischofskonferenzen Deutschlands, Österreichs und der Schweiz sowie der (Erz-)Bischöfe von Bozen-Brixen, Lüttich, Luxemburg und Straßburg, Solothurn u. a., 2. Aufl. 1994.
- Die kirchliche Begräbnisfeier in den Bistümern des deutschen Sprachbietes. Zweite authentische Ausgabe auf der Grundlage der Editio typica 1969. 2009.[9]
- Benediktionale. Studienausgabe für die katholischen Bistümer des deutschen Sprachgebietes. Hrsg. von den Liturgischen Instituten Salzburg, Trier, Zürich, Herder Verlag, Freiburg i. Br. 1978.
- Kommunionspendung und Eucharistieverehrung außerhalb der Messe. Studienausgabe. Hrsg. von den Liturgischen Instituten Salzburg, Trier, Zürich 1976, 2003.[10]